# 前乃さとみ
前乃 さとみ（まえの さとみ、1987年12月12日 - ）は、日本の元AV女優。POPSTARグループ所属。

## 略歴
2007年に『新人×ギリギリモザイク 新人ギリギリモザイク』でAVデビュー。

## 作品

### アダルトビデオ
2007年
- 新人×ギリギリモザイク 新人ギリギリモザイク 前乃さとみ（2007年7月19日、エスワン）
- ギリギリモザイク 学校でセックスしよっ 前乃さとみ（2007年8月19日、エスワン）
- ギリギリモザイク 絶頂！イキまくり潮吹きFUCK 前乃さとみ（2007年9月19日、エスワン）
- ギリギリモザイク 20コスチュームでパコパコ！ 前乃さとみ（2007年10月19日、エスワン）
- ギリギリモザイク バコバコ乱交（2007年11月19日、エスワン）
- ギリギリモザイク 止まらない失禁（2007年12月19日、エスワン）

2008年
- 清純派女子校生中出しレイプ（2008年2月25日、ダスッ!）
- アナル奴隷浣腸噴射！ 前乃さとみ（2008年3月25日、ダスッ!）
- 黒人輪姦 前乃さとみ（2008年4月25日、ダスッ!）
- おまたせ♪kawaii*デビュ→ びちゃびちゃ失禁スペシャル☆ 前乃さとみ（2008年6月25日、kawaii*）
- kawaii*女学園にようこそ！学校でセックchu◆専属デラックス！（2008年7月25日、kawaii*）…共演:ふわり、原明奈
- SPLASH GIRL 女鯨08 （2008年10月19日、桃太郎映像出版）…共演:村上てん
- 狂乱アクメ 執行番号37 （2008年10月22日、プレステージ）

2009年
- OLとヤろう！ 法人第9部門 前乃さん（2009年2月11日、プレステージ）
- 白目をむいてごめんなさい。（2009年3月19日、乱丸）